# Il mondo è delle donne
Il mondo è delle donne (Woman's World) è un film del 1954 diretto da Jean Negulesco.
È un film drammatico statunitense con Clifton Webb, June Allyson, Van Heflin, Lauren Bacall e Fred MacMurray. È basato sul racconto  May the Best Wife Win di pubblicato sul McCall's Magazine.

## Produzione
Il film, diretto da Jean Negulesco su una sceneggiatura di Claude Binyon, Russel Crouse, Howard Lindsay, Mary Loos e Richard Sale e un soggetto di Mona Williams, fu prodotto da Charles Brackett per la Twentieth Century Fox e girato nei 20th Century Fox Studios a Century City, Los Angeles, California, dal 10 maggio a metà giugno 1954. Il titolo di lavorazione fu A Woman's World.

## Distribuzione
Negli Stati Uniti, dove fu distribuito dalla Twentieth Century Fox con il titolo Woman's World, fu presentato in prima a New York il 28 settembre 1954.
Altre distribuzioni:
- in Belgio il 10 dicembre 1954 (De vrouwen leiden de wereld) (Les femmes mènent le monde)
- in Svezia il 24 gennaio 1955 (Kvinnans värld)
- in Germania Ovest il 15 febbraio 1955 (Die Welt gehört der Frau)
- in Italia nell'aprile del 1955 (Il mondo è delle donne)
- in Francia il 1º aprile 1955 (Les femmes mènent le monde)
- in Finlandia il 12 agosto 1955 (Naisen maailma)
- in Austria nel settembre del 1955 (Die Welt gehört der Frau)
- in Portogallo il 24 ottobre 1955 (O Mundo é das Mulheres)
- in Turchia nell'aprile del 1957 (Kadinlar dünyasi)
- in Danimarca il 1º luglio 1957 (Kvindens verden)
- in Spagna il 9 febbraio 1959
- in Brasile (O Mundo É das Mulheres)
- in Brasile (O Mundo é da Mulher)
- in Spagna (El mundo es de las mujeres)
- in Grecia (Oi gynaikes kyvernoun ton kosmo)
- negli Stati Uniti (A Woman's World)

## Critica
Secondo il Morandini "il mondo degli affari è descritto con garbo superficiale, ma l'idea di partenza è divertente e non ovvia".

## Promozione
Le tagline sono:
- The Worldy Story of Three Deadly Females and the Men in Their Lives!
- The Year's Most Star-Brilliant Cast !